# Kostel svatého Michaela archanděla (Podolí)
Kostel svatého Michala resp. svatého Michaela archanděla v Podolí je římskokatolický farní kostel, původně pozdně románská stavba z počátku 13. století s dřevěnou barokní zvonicí stojící opodál. Svou pseudorománskou podobu získal na konci 19. století. Nachází se v ulici Pod Vyšehradem v Praze 4-Podolí.

## Dějiny kostela

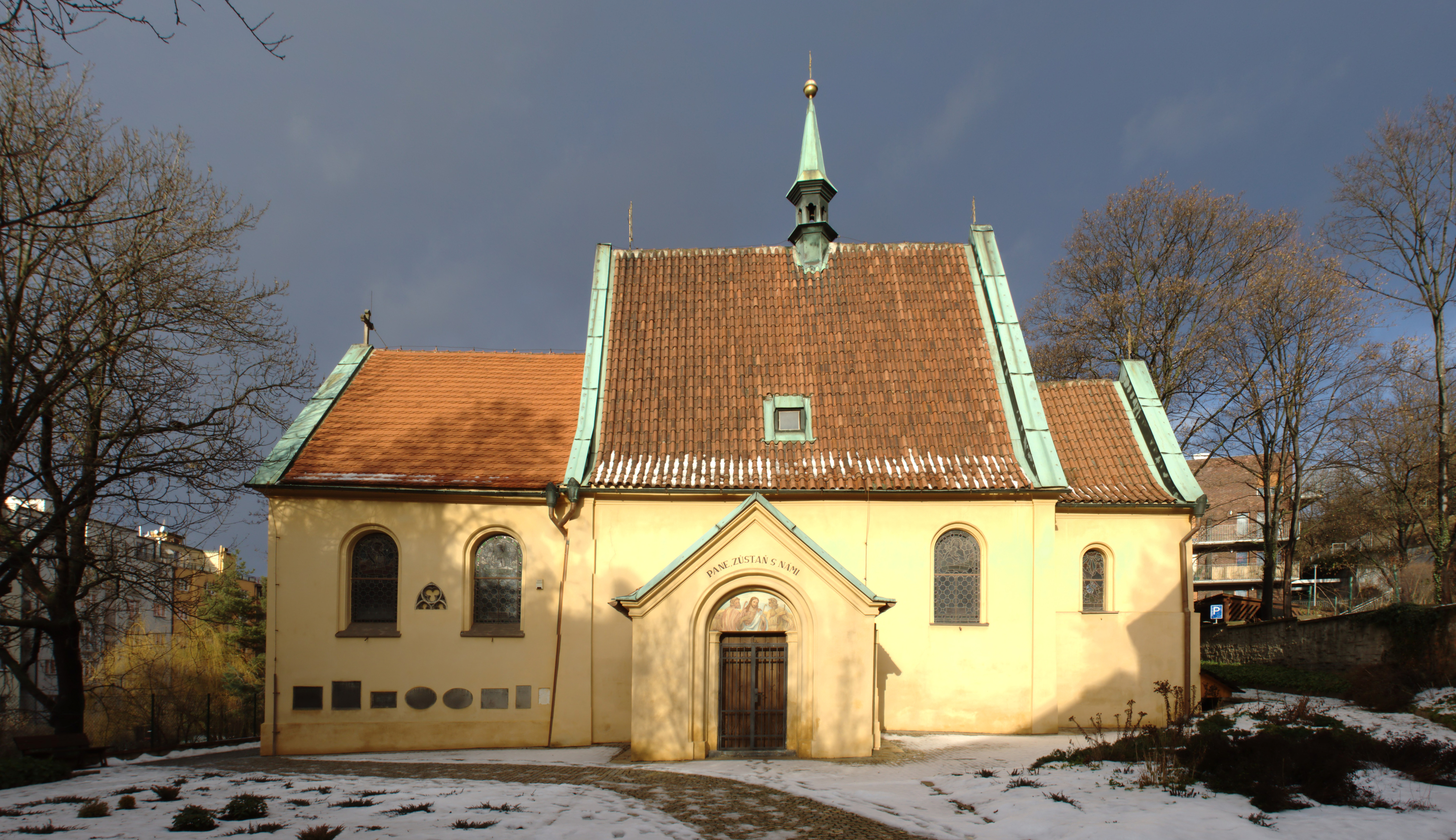
Kostel sv. archanděla Michaela

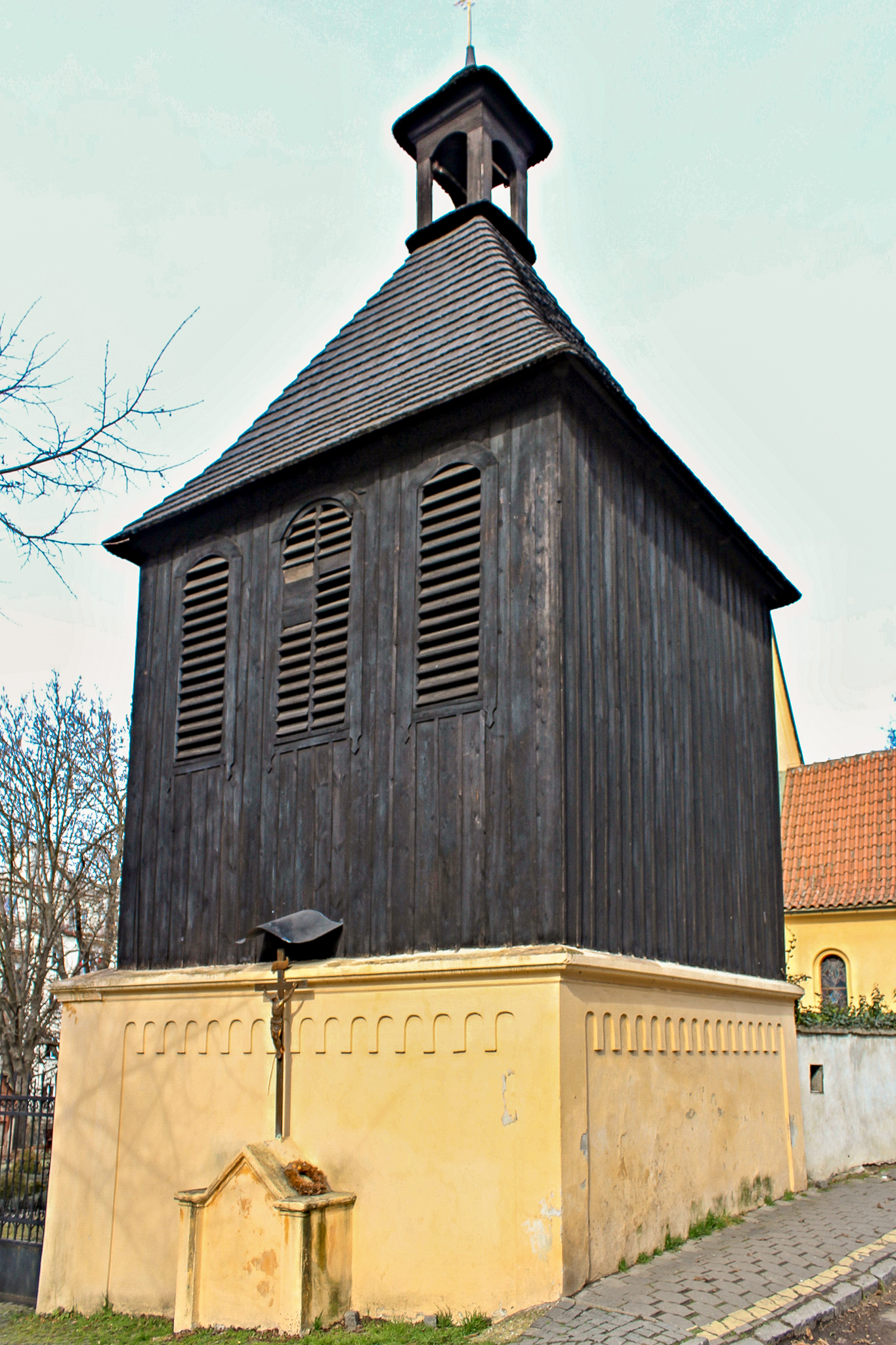
Dřevěná barokní zvonice

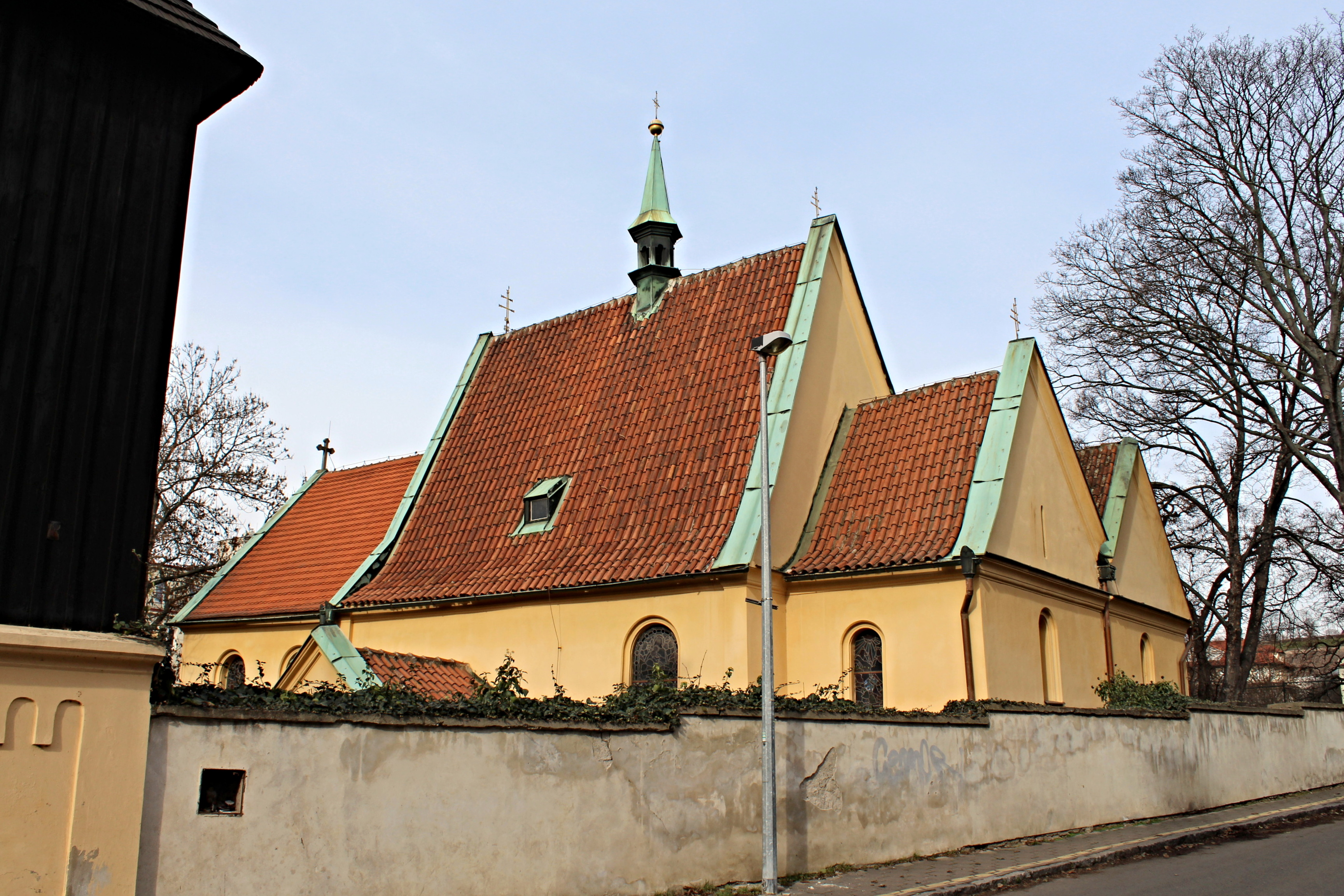
Kostel sv. archanděla Michaela

Kostel sv. Michaela archanděla v Podolí stával již na počátku 13. století. První zmínka o  kapli pochází z roku 1222, kdy je uváděna jako majetek královské kapituly na Vyšehradě. Do roku 1360 zde byl duchovním správcem pražský kanovník Mikuláš Holubec.Kostel býval obklopený hřbitovem, který dnes již neexistuje, na pozemku kostela se však dodnes dochovalo několik náhrobků. Hřbitov u kostela je později uváděn také v letech 1683 až 1885.
V roce 1856 získal kostel status farní.
Po roce 1945 byl zdejším farářem architekt Jan Rosůlek, člen skupiny Devětsil a bratr herečky Marie Rosůlkové, jenž bydlel v nedalekém kubistickém trojdomě na dnešním Rašínově nábřeží.

## Popis kostela
Kostel je poměrně prostá jednolodní stavba. Dominantou interiéru kostela je obraz archanděla Michaela, bojujícího s padlým andělem, nad barokním oltářem. Nad vstupem kostela je mozaika od Bohumila Jaroše.

### Zvonice
Při kostele stojí barokní dřevěná zvonice ze 17. století se šindelovou střechou zakončenou dřevěnou lucernou s pozlaceným křížem na vrcholu. Ve zvonici visí zvon Matky Boží a Všech svatých z roku 1482 vytvořený neznámým zvonařem. V roce 1993 přibyly nové dva zvony "Michael" a "Jan Nepomucký", dílo z dílny Tomášková-Dytrychová z Brodku u Přerova.
Při stavebních úpravách z roku 1887 získal svůj nynější novorománský vzhled. Nový hřbitov pro obyvatele Podolí a Dvorců byl založen roku 1885 mezi ulicemi Doudova a Na Klaudiánce.